# Tobu
Tobu (トブ、1992年9月10日 - ) は、ラトビアの音楽プロデューサー・トラックメイカー（ビートメイカー）・作曲家・編曲家の音楽アーティストである。本名はトムス・ブルコフスキス（Toms Burkovskis）。
2022年12月の時点で、彼のYouTubeチャンネルには100万人以上の登録者と70以上の曲がある。彼自身のチャンネルで最も有名な音楽は、2000万回以上再生されている「Higher」である。SoundCloudのフォロワーは30万人を超えている。彼はオランダの音楽プロデューサー、Itroやスウェーデンの音楽プロデューサー、Steernerなどとコラボレーションしている。

## 来歴

### 生い立ち
1992年9月10日、ラトビアのリガにて出生。昔からメロディックな音楽が好きだというTobuは、デンマークのバブルガム・ダンスグループ Aquaや、オランダのユーロダンス系ポップグループベンガボーイズといったアーティストたちのスイートなメロディに大きな影響を受け、サンプルを集めた音楽アレンジソフト『eJay』で音楽制作を始めた。17歳で音楽制作者に広く使われている音楽制作ソフト『FL Studio』のライセンスを購入し、エレクトロニックの世界を探求し始める。彼は音楽の知識がなかったので、YouTubeでチュートリアルを観たり、ピアノを何時間も弾いてメロディやコード進行について理解を深めた。彼の友人も彼にいくつかのテクニックを教えた。インタビューで彼は、デッドマウスの「Strobe」と アヴィーチーの「Levels」に影響を受けたと語っている。

### 音楽プロデューサーとして
2011年12月1日にYouTubeチャンネルを開設。主にハウス（特にプログレッシブ・ハウスとエレクトロ・ハウス）のトラックを制作している。チャンネルにアップロードされた最初のビデオは、曲 「Storm It's Coming!」 だった。それ以来、音楽プロデューサーであるEtoriとの曲 「Obstacles」、オランダの音楽プロデューサーであるItroとの曲 「Magic」をリリースし、どちらもYouTubeで100万回以上再生された。
Itroとの曲「Magic」のリリース後、NoCopyrightSounds (NCS)からプロモーション・ソング「Floating」をリリースした。この曲はNCSがレーベルに移行した後に削除された。その後、NCSから正式にリリースされた「Seven」は、2023年3月までにYouTubeで2000万回以上再生された。
2014年、NCSから「Hope」をリリースし、1億5000万回以上再生され、NCSで11番目に人気のある曲となった。当初、彼は「Hope」がリリースから1年以内に100万回再生に達することを願っていたが、最終的には数年で数億再生された。
デビューアルバム『Sugar』は2016年2月21日にリリースされた。SoundCloudで合計100万回以上再生された10を超えるトラックが収録されている。また、彼は2016年にSteernerとのコラボ曲である「Alive」をアルマダ・ミュージックからリリースした。
2019年3月24日、NCSから初のトラップジャンル曲「Turn It Up」をリリースした。彼はこの曲をリリースすることについて 「たまに違うことをするのは楽しいし、多くの人が時々実験している僕を評価してくれるのは嬉しい」とコメントしている。
2023年3月27日、NCSとの契約更新を望まなかったため、Roots以前のNCSの全リリースがチャンネルから削除された。Tobuは楽曲の所有権を共有し、NCSは楽曲の全所有権を取得することを望んだが、Tobuはそれを望まなかったためである。

## ディスコグラフィ

### アルバム
| タイトル | 詳細                                                          |
| -------- | ------------------------------------------------------------- |
| Sugar    | - リリース日: 2020年12月27日 - 形式: デジタルダウンロード, CD |
| Perpetuo | - リリース日: 2016年2月21日 - 形式: デジタルダウンロード      |

### シングル
| タイトル                                       | 年   |
| ---------------------------------------------- | ---- |
| Waves                                          | 2012 |
| Movement                                       | 2012 |
| Limitless                                      | 2012 |
| Clean Getaway                                  | 2012 |
| Times                                          | 2012 |
| One Miracle at a Time                          | 2013 |
| Counting The Last Days                         | 2013 |
| Enigma                                         | 2013 |
| Symmetry                                       | 2013 |
| Catch It                                       | 2013 |
| Heat                                           | 2013 |
| Climb                                          | 2013 |
| Vicious                                        | 2013 |
| Sunrise                                        | 2013 |
| Deja Vu                                        | 2013 |
| Lightness                                      | 2013 |
| Echoes                                         | 2013 |
| Altitude (ft. Kamelia)                         | 2013 |
| Obstacles (w/ Etori)                           | 2013 |
| Caelum                                         | 2013 |
| Higher                                         | 2013 |
| Floating                                       | 2013 |
| Crime                                          | 2013 |
| Flight (SDDx ft. Magdalena Wolk)               | 2013 |
| Natural High                                   | 2013 |
| Magic (w/ Itro)                                | 2013 |
| Seven                                          | 2014 |
| Colors                                         | 2014 |
| Hope                                           | 2014 |
| Sunburst (w/ Itro)                             | 2014 |
| Life                                           | 2014 |
| Infectious                                     | 2014 |
| Mesmerize                                      | 2014 |
| Holiday (w/ Itro)                              | 2014 |
| Cloud 9 (w/ Itro)                              | 2014 |
| Dusk (Radio Edit) (w/ Syndec)                  | 2014 |
| You & I (ft. Brenton Mattheus)                 | 2014 |
| Sapphire                                       | 2014 |
| Running Away (with Marcus Mouya)               | 2014 |
| Sweet Story                                    | 2015 |
| Summer Breeze (w/ Jordan Kelvin James)         | 2015 |
| Candyland                                      | 2015 |
| My Own Paradise                                | 2015 |
| Good Times                                     | 2015 |
| Sound of Goodbye                               | 2015 |
| Happy Ending (ft. Cassandra Kay)               | 2015 |
| Legacy                                         | 2015 |
| Puzzle                                         | 2015 |
| Reflection                                     | 2015 |
| Dreams                                         | 2015 |
| Fantasy (w/ Itro)                              | 2015 |
| Such Fun                                       | 2015 |
| Sprinkles (w/ Hellberg)                        | 2015 |
| Something Right (ft. Game4)                    | 2016 |
| Cacao                                          | 2016 |
| Miracle (w/ Jim Yosef)                         | 2016 |
| Desert Voices                                  | 2016 |
| Roots                                          | 2016 |
| Aurora (Electro-Light ft. Anna Yvette)         | 2016 |
| Alive (w/ Steerner)                            | 2016 |
| Nostalgia                                      | 2016 |
| Cool (w/ Wholm and Blume)                      | 2016 |
| Rollercoaster                                  | 2017 |
| Amplified                                      | 2017 |
| Find myself                                    | 2017 |
| Melomania                                      | 2017 |
| Motion (w/ Wholm)                              | 2017 |
| Calling                                        | 2018 |
| Need U                                         | 2018 |
| Cruel                                          | 2018 |
| Return To the Wild (ft. Michael Shynes)        | 2018 |
| Wait for Love (w/ Michael Shynes)              | 2019 |
| Turn It Up                                     | 2019 |
| Keep on Living                                 | 2019 |
| Blessing (w/ Tom Martensson, Bonalt & Hadi)    | 2019 |
| Joy                                            | 2019 |
| Can't Wait                                     | 2019 |
| Candyland Pt. II                               | 2019 |
| Let's Go                                       | 2020 |
| Louder Now                                     | 2020 |
| U&I (w/ Alex Skrindo)                          | 2020 |
| Find Myself (w/ Tom Martensson, Bonalt & Hadi) | 2020 |
| With Your Love                                 | 2020 |
| Monologue                                      | 2020 |
| Part of History                                | 2020 |
| Sunshine Road (w/ Owen Campbell)               | 2020 |
| Who Needs a Broken Heart (w/ Mangoo)           | 2020 |